# Лемэй, Мо
Морис (Мо) Лемэй (англ. Maurice 'Moe' Lemay; 18 февраля 1962, Саскатун, Саскачеван — 18 октября 2024, Чилливак, Британская Колумбия) — канадский хоккеист, крайний нападающий. Провёл более 300 игр в НХЛ, обладатель Кубка Стэнли с клубом «Эдмонтон Ойлерз» (1987), финалист с клубом «Бостон Брюинз» (1988). Финалист Хоккейной лиги Онтарио (1981/82) в составе «Оттава Сиксти Севенс», чемпион мира среди юношей (до 20 лет) в составе сборной Канады (1982).

## Биография
Родился в 1962 году в Саскатуне. При рождении мальчик получил имя Морис (в англоязычной Канаде редуцированное до «Мо») в честь Мориса Ришара по прозвищу «Ракета», поклонником которого был его отец. Поскольку Лемэй-старший был кадровым военным, значительную часть детства Мо провёл в Западной Германии, где тот служил. В итоге семья осела в Оттаве, где Мо начал успешно играть в молодёжных хоккейных командах.
С 1979 года выступал в ОХЛ за клуб «Оттава Сиксти Севенс» и вскоре стал одним из его лидеров. В 1980 году, после первого сезона с этой командой, участвовал в драфте НХЛ, но не был выбран ни одним клубом. Год спустя Лемэя выбрал в 5-м раунде драфта под общим 105-м номером клуб «Ванкувер Кэнакс», и в сезоне 1981/82 он сыграл за эту команду в пяти матчах НХЛ, но бо́льшую часть сезона ещё провёл в Оттаве. Этот сезон стал для него наиболее продуктивным: за 62 игры регулярного сезона ОХЛ нападающий «Сиксти Севенс» забросил 62 шайбы и набрал 138 очков по системе «гол плюс пас». С его помощью команда дошла до финала плей-офф ОХЛ. В 1982 году Лемэй был также приглашён в молодёжную сборную Канады, с которой выиграл чемпионат мира.
На протяжении пяти следующих сезонов выступал за «Кэнакс», в общей сложности провёл за этот клуб 279 матчей в НХЛ, забив 70 голов и сделав 92 результативных передачи. Выступал на позиции крайнего нападающего — в основном на левом фланге, хотя тренеры ставили его и на правый. Проявил себя надёжным командным игроком, готовым много трудиться, чтобы сохранить место в составе. Лучшим в составе «Ванкувера» стал для Лемэя сезон 1984/85, в котором он за 74 игры набрал 52 очка (21 гол и 31 пас). В следующем сезоне, однако, травмы колена и бедра помешали нападающему повторить этот результат: он набрал 31 очко в 48 играх, которые успел сыграть.
Именно трудолюбие и упорство Лемэя, а также его боевой настрой на льду привлекли внимание Глена Сатера — главного тренера клуба «Эдмонтон Ойлерз». В 1987 году в конце окна переходов «Ойлерз» произвели обмен с «Кэнакс», отправив в Ванкувер нападающего Раймо Сумманена и получив за него Лемэя. Нападающий провёл остаток сезона с «Эдмонтоном» и стал с этим клубом обладателем Кубка Стэнли, который «Ойлерз» завоевали в третий раз за четыре года. За следующие три сезона Лемэй успел выступить за «Ойлерз», «Бостон Брюинз» и «Виннипег Джетс», а также за фарм-клубы этих команд в Американской хоккейной лиге. В составе «Брюинз» в сезоне 1987/88 снова дошёл до финала, но там бостонская команда уступила «Эдмонтону». В общей сложности на счету Лемэя в НХЛ было 317 матчей, 72 гола и 94 результативных передачи.
В 1989 году отправился в Европу, где играл следующие десять лет в чемпионатах Австрии, Швейцарии и Германии (в основном во 2-й Бундеслиге). В одном из сезонов в Германии, выступая за клуб «Зауэрланд/Изерлон ЕКД», набрал 96 очков по системе «гол плюс пас». Завершил игровую карьеру в 2000 году. Вернувшись в Канаду, жил с семьёй в Чилливаке (Британская Колумбия). В последние годы жизни страдал от проблем с психическим здоровьем и наркотической зависимости. Скончался в октябре 2024 года в возрасте 62 лет.

## Статистика
| Легенда | Легенда                    | Легенда | Легенда                   | Легенда | Легенда    |
| ------- | -------------------------- | ------- | ------------------------- | ------- | ---------- |
| И       | Количество проведённых игр | Штр     | Штрафное время            | +/−     | Плюс-минус |
| Г       | Голы                       | П       | Голевые передачи          | О       | Очки       |
| -       | Статистика неизвестна      | —       | Статистика не учитывалась |         |            |